# Kłos (Monetki)
Kłos – nieoficjalna część osady Monetki położona w województwie warmińsko-mazurskim, w powiecie giżyckim, w gminie Ryn.